# Salim Sdiri
Salim Sdiri (ur. 26 października 1978 w Ajaccio) – francuski lekkoatleta uprawiający skok w dal.
Reprezentant Francji na mistrzostwach Europy oraz mistrzostwach świata. Złoty medalista igrzysk śródziemnomorskich (2005 i 2009). Podczas rozgrywanego 12 lipca 2007 roku w Rzymie mityngu Golden Gala został nieumyślnie ugodzony oszczepem przez Tero Pitkämäkiego. Medalista mistrzostw Francji.

## Osiągnięcia
| Rok  | Zawody                                  | Miejsce    | Pozycja    |
| ---- | --------------------------------------- | ---------- | ---------- |
| 2002 | Mistrzostwa Europy                      | Monachium  | 7.         |
| 2003 | Halowy puchar Europy w lekkoatletyce    | Lipsk      | 4.         |
| 2003 | Halowe mistrzostwa świata               | Birmingham | 7.         |
| 2004 | Superliga pucharu Europy                | Bydgoszcz  | 2.         |
| 2004 | Igrzyska olimpijskie                    | Ateny      | 12.        |
| 2005 | Superliga pucharu Europy                | Florencja  | 2.         |
| 2005 | Igrzyska śródziemnomorskie              | Almería    | 1.         |
| 2005 | Mistrzostwa świata                      | Paryż      | 5.         |
| 2005 | Światowy finał lekkoatletyczny          | Monako     | 5.         |
| 2006 | Superliga pucharu Europy                | Málaga     | 2.         |
| 2006 | Mistrzostwa Europy                      | Göteborg   | 10.        |
| 2006 | Puchar świata                           | Ateny      | 5.         |
| 2006 | DécaNation                              | Paryż      | 1.         |
| 2007 | Halowe mistrzostwa Europy               | Birmingham | 3.         |
| 2008 | Halowe mistrzostwa świata               | Walencja   | eliminacje |
| 2008 | Igrzyska olimpijskie                    | Pekin      | eliminacje |
| 2009 | Halowe mistrzostwa Europy               | Turyn      | eliminacje |
| 2009 | Superliga drużynowych mistrzostw Europy | Leiria     | 7.         |
| 2009 | Igrzyska śródziemnomorskie              | Pescara    | 1.         |
| 2009 | Mistrzostwa świata                      | Berlin     | 6.         |
| 2009 | Światowy finał lekkoatletyczny          | Saloniki   | 5.         |
| 2010 | Halowe mistrzostwa świata               | Doha       | 4.         |
| 2010 | Mistrzostwa Europy                      | Barcelona  | 4.         |
| 2012 | Igrzyska olimpijskie                    | Londyn     | eliminacje |
| 2013 | Superliga drużynowych mistrzostw Europy | Gateshead  | 7.         |

## Rekordy życiowe
- Skok w dal (stadion) – 8,42 m (2009) rekord Francji
- Skok w dal (hala) – 8,27 m (2006) rekord Francji[2]
- Bieg na 100 metrów – 10,81 (2014) / 10,72w (2008)